# Sindou
Sindou är en provinshuvudstad i Burkina Faso.   Den ligger i provinsen Province de la Léraba och regionen Cascades, i den sydvästra delen av landet, 400 km väster om huvudstaden Ouagadougou. Sindou ligger 370 meter över havet och antalet invånare är 3 917.

## Terräng och klimat
Terrängen runt Sindou är huvudsakligen platt, men norrut är den kuperad. Runt Sindou är det ganska glesbefolkat, med 47 invånare per kvadratkilometer.. Närmaste större samhälle är Douna, 7,8 km sydost om Sindou.
Omgivningarna runt Sindou är en mosaik av jordbruksmark och naturlig växtlighet.